# オオモリ薬品
オオモリ薬品株式会社（おおもりやくひん）は、かつて東京都千代田区に本社を置く、医薬品卸売業であった。塩野義製薬系医薬品卸。
現在は首都圏・近畿圏はスズケン、東北はバイタルネット、中国はセイエル、四国は幸燿、九州は翔薬である。

## 沿革
- 1946年（昭和21年）3月 - 大森商店創業。
- 1949年（昭和24年）4月1日 - 資本金400万円で大森薬品株式会社設立。
- 1988年（昭和63年）3月 - 横浜薬品株式会社を合併。
- 1989年（平成1年）4月 - 須江薬品株式会社（前橋）を合併。
- 1998年（平成10年）7月 - 東京都の大森薬品・高田東栄薬品、宮城県のフタミ薬品、大阪府の天泉三丘薬品・大阪薬品、京都府の京西堂、和歌山県の和歌山薬品、鳥取県のサンコー薬品、徳島県のトクヤク、愛媛県の愛薬、福岡県の福岡薬品が合併し「オオモリ薬品株式会社」を設立。
- 1999年（平成11年）10月 - 湊川ツルタ薬品株式会社を合併。
- 2001年（平成13年）10月 - 地域事業部ごとに会社分割。首都圏・近畿事業部はオオモリ薬品本社株式会社、東北事業部はオオモリ薬品東北株式会社、中国事業部はオオモリ薬品中国株式会社、四国事業部はオオモリ薬品四国株式会社、九州事業部はオオモリ薬品九州株式会社として発足。
- 2002年（平成14年）2月 - 首都圏・近畿事業部の「オオモリ薬品」は「スズケン」に吸収合併される。
  - 環境衛生部門は関連会社の日本ガレン株式会社に事業譲渡、その後日本ガレンの会社解散に伴い現在は株式会社オオモリユニテックとして営業している。

## 主な取引メーカー
- 塩野義製薬
- 三共
- 中外製薬
- 田辺製薬
- 第一製薬
- 協和発酵
- 明治製菓
- 杏林製薬
- 扶桑薬品
- 日本新薬
- エーザイ
- 高田製薬
- 大鵬薬品
- 日本化薬
- 森下製薬

## 関連会社

### オオモリ薬品本社株式会社
オオモリ薬品本社株式会社（おおもりやくひんほんしゃ）は、東京都千代田区に本社を置く、医薬品卸売業であった。地盤は首都圏・近畿圏。
2002年（平成14年）2月、株式会社スズケンに吸収合併される。合併比率は、スズケン1株:オオモリ薬品本社1,100株を割り当てる（新株発行なし）。
- 本社:東京都千代田区神田佐久間河岸59
- 代表者:赤井信博（代表取締役社長）
- 資本金:8,000万円
- 売上高:1,967億円
- 従業員数:1,743人
- 営業エリア:東京都・神奈川県・埼玉県・千葉県・群馬県・栃木県・茨城県・山梨県・大阪府・京都府・兵庫県・滋賀県・和歌山県
- 大株主:オオモリ薬品本社 100%

### オオモリ薬品東北株式会社
オオモリ薬品東北株式会社（おおもりやくひんとうほく）は、宮城県仙台市に本社を置く、医薬品卸売業であった。
2002年（平成14年）4月、株式会社バイタルネットに吸収合併される。
- 本社:宮城県仙台市宮城野区幸町2-23-10
- 代表者:赤井信博（代表取締役社長）、斉藤芳四郎（代表取締役）
- 資本金:3,000万円
- 従業員:86名
- 営業エリア:宮城県・岩手県
- 設立:昭和42年9月1日（フタミ薬品として創業）
- 営業所
  - 宮城県:仙台市・石巻市・古川市
  - 岩手県:盛岡市・一関市・釜石市

### オオモリ薬品中国株式会社
オオモリ薬品中国株式会社（おおもりやくひんちゅうごく）は、かつて鳥取県米子市に本社を置き、医薬品・衛生材料・化粧品の卸売を行っていた企業。医薬品の卸売手。地盤は中国地方。
2002年（平成14年）4月、株式会社オムエル（現在は東邦薬品グループの株式会社セイエルの一部）に吸収合併される。
- 本社:鳥取県米子市米原690
- 営業エリア:島根県・鳥取県
- 営業所
  - 島根県:松江市・出雲市・浜田市・益田市
  - 鳥取県:米子市・倉吉市・鳥取市

#### 沿革
- 1925年（大正14年）12月 - 立川町4丁目に「乾薬局」創業。
- 1950年（昭和26年）5月 - 「株式会社乾薬局」設立。
- 1959年（昭和34年）3月 - 本社を鳥取市吉方に移転。
- 1967年（昭和42年）6月 - 本社を鳥取市御弓町に移転。
- 1972年（昭和47年）7月 - 倉吉営業所開設。
- 1978年（昭和53年）3月 - 「塩野義製薬株式会社」が全額出資し「乾薬局」卸部門を切り離し連結子会社として「イヌイ薬品株式会社」に商号変更。塩野義製薬より「上野邦雄」が出向し代表取締役社長に就任。
- 1979年（昭和54年）4月 - 鳥取市商栄町卸センターに本社を移転
- 1981年（昭和56年）11月 - 鳥取県米子市の「稲田薬品」卸部門・島根県出雲市の「加藤二星堂」卸部門の全株式を塩野義製薬が買い取り、「イヌイ薬品」を存続会社として社名を「サンコー薬品株式会社」と商号変更。代表取締役社長に上野邦雄が就任。

### オオモリ薬品四国株式会社
オオモリ薬品四国株式会社（おおもりやくひんしこく）は、かつて愛媛県松山市に本社を置き、医薬品卸売業を行っていた企業。
2002年（平成14年）4月、東邦薬品グループの株式会社幸燿に吸収合併される。
- 本社:愛媛県松山市南斎院町21
- 代表者:白石高弘（代表取締役社長）

### オオモリ薬品九州株式会社
オオモリ薬品九州株式会社（おおもりやくひんきゅうしゅう）は、かつて福岡県久留米市に本社を置き、医薬品卸売業を行っていた企業。
2002年（平成14年）4月、スズケングループの株式会社翔薬に吸収合併される。
- 本社:福岡県久留米市津福本町470
- 代表者:三津井康純（代表取締役社長）
- 設立:昭和24年10月18日（福岡薬品として創業）
- 営業所:久留米市・福岡市・北九州市